# 瑟内夫
瑟内夫（法語：Seneffe，法語發音：[sənɛf] ⓘ）是比利时瓦隆大区埃諾省蘇瓦尼區的一个市镇，东北与瓦隆布拉班特省接壤，通行法语，是比利时法语社群的一部分，面积62.77平方千米，人口11,272人（2018年1月1日）。